# فیلیپ سندبلوم
فیلیپ سندبلوم (انگلیسی: Philip Sandblom; ۲۹ اکتبر ۱۹۰۳ – ۲۱ فوریهٔ ۲۰۰۱) قایقران، جراح، و قایقران قایق بادبانی اهل سوئد بود.